# Ray Simpson
Ray Simpson (New York, 15 gennaio 1954) è un cantante e attore statunitense, noto per essere l'attuale cantante del gruppo musicale Village People, sostituendo Victor Willis nel 1979.
Come il suo predecessore Willis e Glenn M. Hughes (il motociclista), Simpson è l'unico membro eterosessuale del gruppo. Simpson si fece notare dal pubblico per film Can't Stop the Music. In molte delle sue precedenti registrazioni, la sua voce veniva doppiata da Willis.

## Biografia
Nato e cresciuto nel Bronx, Simpson si auto-descrive come un "Nativo New Yorkese". Si laureò al City College of New York, specializzandosi in Inglese.
Ray giunse da una carriera da solista di successo e si esibì per molti anni con sua sorella Valerie Simpson e con il cognato Nicholas Ashford, il duo Ashford & Simpson. Precedentemente ai Village People, Simpson pubblicò un album solista intitolato Tiger Love.
Cominciò a fare il corista per i Village People nei loro primi anni; presto venne reclutato ad unirsi ai Village People quando Willis lasciò il gruppo.
Attualmente vive con sua moglie Leslie e la figlia Alayna a Teaneck, New Jersey.